# Martin Schmidt (Politiker, 1966)
Martin Louis Schmidt (* 21. August 1966 in Berlin-Dahlem) ist ein deutscher Journalist, Publizist und Politiker (parteilos; zuvor AfD). Er war in den 1990er Jahren stellvertretender Chefredakteur und Ressortleiter der neurechten Zeitung Jungen Freiheit, für die er bis heute schreibt. Seit 2016 ist Schmidt Mitglied des Landtages von Rheinland-Pfalz.

## Leben
Schmidt leistete nach dem Abitur 1986 in Braunschweig Wehrdienst 1986/87 bei der Bundeswehr. Im Anschluss studierte er Geschichte und Germanistik an den Universitäten in Erlangen und Freiburg im Breisgau. Während des Studiums wurde er Mitglied der Freiburger Hochschulgilde Balmung, der auch Dieter Stein beitrat. U.a. war er für die Zeitschrift Na klar! des Freibundes tätig. 1990 wurde er Sprecher seiner Hochschulgilde und Beiratsmitglied im Vorstand des Korporationsverbandes Deutsche Gildenschaft (DG).
Im Februar 1990 schrieb er seinen ersten Artikel, im Mai 1991 trat er in die Redaktion der Zeitung Junge Freiheit (JF) ein. Er war dort im Ressort „Ethnopluralismus“ (ab 1992 „Nationalitätenfragen“) tätig. Vor allem beschäftige er sich mit Osteuropa und den Russlanddeutschen. Er wurde dann stellvertretender Chefredakteur und Leiter der Ressorts „Weltpolitik“, „Nationalitätenfragen“ und „Reisen“. Aufgrund von Sparmaßnahmen verließ er die Zeitung 1998. Überdies publizierte er u. a. in der nationalrevolutionären Zeitschrift wir selbst und in der rechtsextremen Zeitschrift Die Aula. Außerdem war er „Freier Mitarbeiter“ (Östliches Mitteleuropa) beim revanchistischen Ostpreußenblatt. 1994 referierte er bei der Jungen Landsmannschaft Ostpreußen.
Schmidt ist als freier Journalist (Schwerpunkt „Volksgruppen- und Minderheitenpolitik“) tätig, er schreibt bis heute in der JF. Nach einer Studie (Stand 2000) hält er außerdem 2,0 Prozent der Anteile an der Junge Freiheit Verlags GmbH & Co. Er war zudem Vorsitzender des Landesverbandes Rheinland-Pfalz des Vereins für Deutsche Kulturbeziehungen im Ausland (VDA), Stellvertreter im Stiftungskuratorium der Stiftung Deutsche Kultur im östlichen Europa – OKR, vormals Stiftung Ostdeutscher Kulturrat und stellvertretender Sprecher des Vereins „Vertriebene, Aussiedler und deutsche Minderheiten in der AfD“. Im Jahr 2006 erschien unter seiner Herausgeberschaft das Buch Reisen zu den Deutschen im Osten Europas. Zwischen Oder und Memel, Karpaten und Kaukasus.
Er wohnt seit 2004 in Annweiler am Trifels, ist verheiratet und Vater von zwei Kindern.

## Politik
Er war Mitglied der Alternative für Deutschland (AfD), in deren Landesprogrammkommission Rheinland-Pfalz und Landesfachausschüssen für Außen- und Sicherheitspolitik und Kultur und Bildung er u. a. saß. Außerdem war er Sprecher des Arbeitskreises Völker, Kulturen, Regionalismen. Er war erster Beisitzer im Vorstand des AfD-Kreisverbandes Südliche Weinstrasse – Landau i.d. Pfalz.
Bereits bei den Kommunalwahlen in Rheinland-Pfalz 2014 kandidierte er auf Listenplatz 6 – damals erfolglos – für den Kreistag Südliche Weinstraße; die AfD erreichte 5,2 Prozent der Stimmen und holte zwei Sitze. Bei der Landtagswahl in Rheinland-Pfalz 2016 zog er über die Landesliste (Platz 11) seiner Partei in den Landtag Rheinland-Pfalz ein. Als Direktkandidat im Wahlkreis Südliche Weinstraße (Wahlkreis 49) vereinigte er hinter den Mitbewerbern aus SPD und CDU 12,8 Prozent der Erststimmen.
Er war während seiner ersten Legislaturperiode von 2016 bis 2021 ordentliches Mitglied des Ausschusses für Wissenschaft, Weiterbildung und Kultur und stellvertretendes Mitglied des Ausschusses für Europafragen und Eine Welt.
Bei der Landtagswahl in Rheinland-Pfalz 2021 erhielt er erneut ein Mandat über die AfD-Liste. Am 22. November 2023 trat er aus der AfD-Fraktion aus. Am 7. Juni 2024 trat er auch aus der Partei AfD aus.
Bei den Kommunalwahlen in Rheinland-Pfalz 2024 zog er über eine AfD-Liste, die 15 % der Stimmen erhielt, in den Stadtrat von Annweiler am Trifels ein.

## Schriften (Auswahl)
- mit Dieter Stein: Im Gespräch mit Ernst Nolte (= Interview-Reihe. Nr. 4). Junge Freiheit, Freiburg im Breisgau 1993, ISBN 3-929886-01-4.
- (Hrsg.): Reisen zu den Deutschen im Osten Europas. Zwischen Oder und Memel, Karpaten und Kaukasus. Ares-Verlag, Graz 2006, ISBN 978-3-902475-21-3.